# Grande Templo (Cuiabá)
O Grande Templo é a sede da Igreja Evangélica Assembleia de Deus do Estado do Mato Grosso, e está localizado na cidade de Cuiabá. É um dos maiores templos religiosos da América Latina.

## História
Semelhante a um estádio de esportes, o Grande Templo, como é chamado, foi inaugurado em 1996, após onze anos de construção. O templo tem capacidade para abrigar 22 mil pessoas sentadas na nave central. Sua construção consumiu 11 anos e, pelos valores de hoje, o equivalente a R$ 360 milhões. Os engenheiros da construção foram: George Gattas, Itsuo Takayama, José Antônio Ribeiro Filho, Inês Bochi, Eudes Figueiredo Abreu, Eduardo Araújo Souto e Leonino Altântara.
A construção foi presidida pelo já falecido pastor Sebastião Rodrigues de Souza.

## Capacidade
- Possui 430 banheiros e 500 salas diversas;
- Tem capacidade para 23.000 pessoas sentadas (incluindo assentos do púlpito);
- Possui estacionamento para 10.000 veículos automotivos;
- Área coberta: 80.500m²;
- Área construída: 100.500m²;
- Terreno: 200.100m²

## Materiais utilizados
Todos os dados apresentados vieram da revista comemorativa de 15 anos da inauguração.
- 432.000 sacos de cimentos;
- 2.400.000 kg de ferros;
- 150.000m³ de cascalho;
- 450.000m³ de areia;
- 3.000.000 unidades de tijolo lajotas;
- 30.000m³ de madeira para escoramento;
- 60.000 metros de cabos e fios elétricos;
- 21.000 metros de materiais hidráulicos;
- 30.000 latas de tintas e massa de parede;
- 6.000m² de azulejo;
- 30.000 metros de telhas;
- 720.000 refeições;
- Poço artesiano de 127 metros de profundidade com vazão/hora de 36.000 litros, atualmente utilizado para abastecimento do prédio.